# Tapete de Xiraz
O tapete de Xiraz é um tipo de tapete persa. É tecido pelas tribos nômades de Fars. Este tipo de tapete recebeu o nome de Xiraz devido ser esta a capital da província e, por seu bazar, o centro de concentração e venda dos tapetes.

## Descrição
As ornamentações são realmente executadas pelos nômades: o desenho é simples e geométrico, realizado segundo um traçado linear e em cores muito vivas. O motivo principal é o losango, único ou reproduzido três vezes ou mais no sentido longitudinal.
A borda é de bandas múltiplas, estreitas, emoldurando uma banda mais larga ornada com motivos que evocam a folha da palmeira e o pinheiro.